# Wilhelm August Golicke

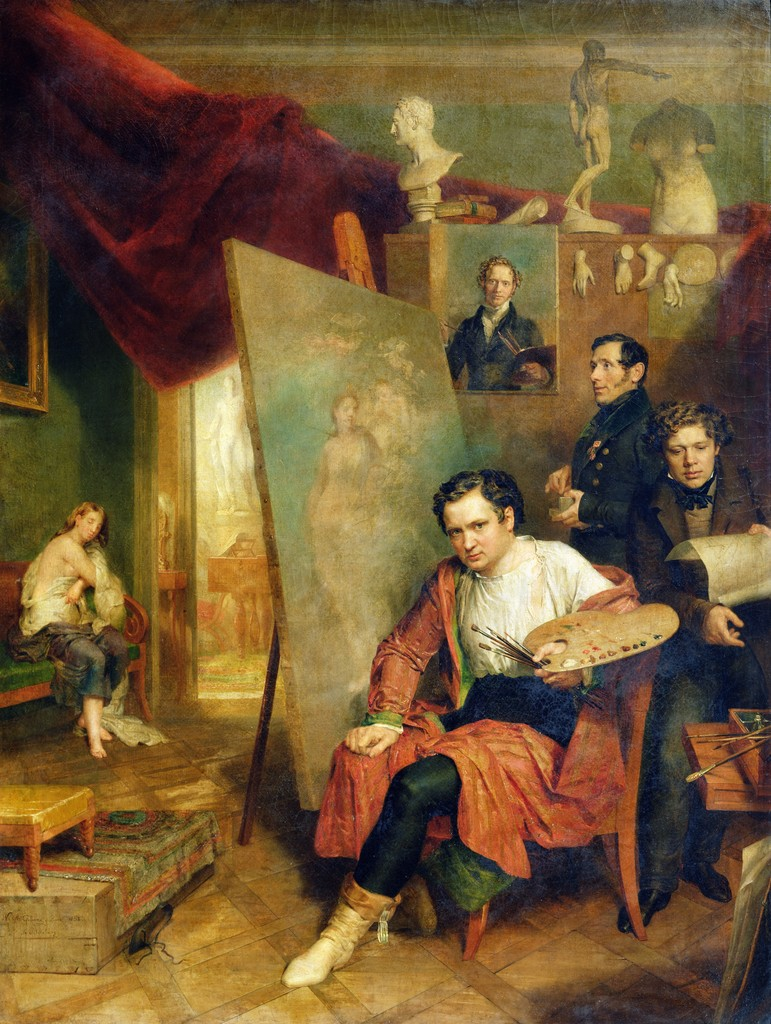
Golicke in seinem Atelier

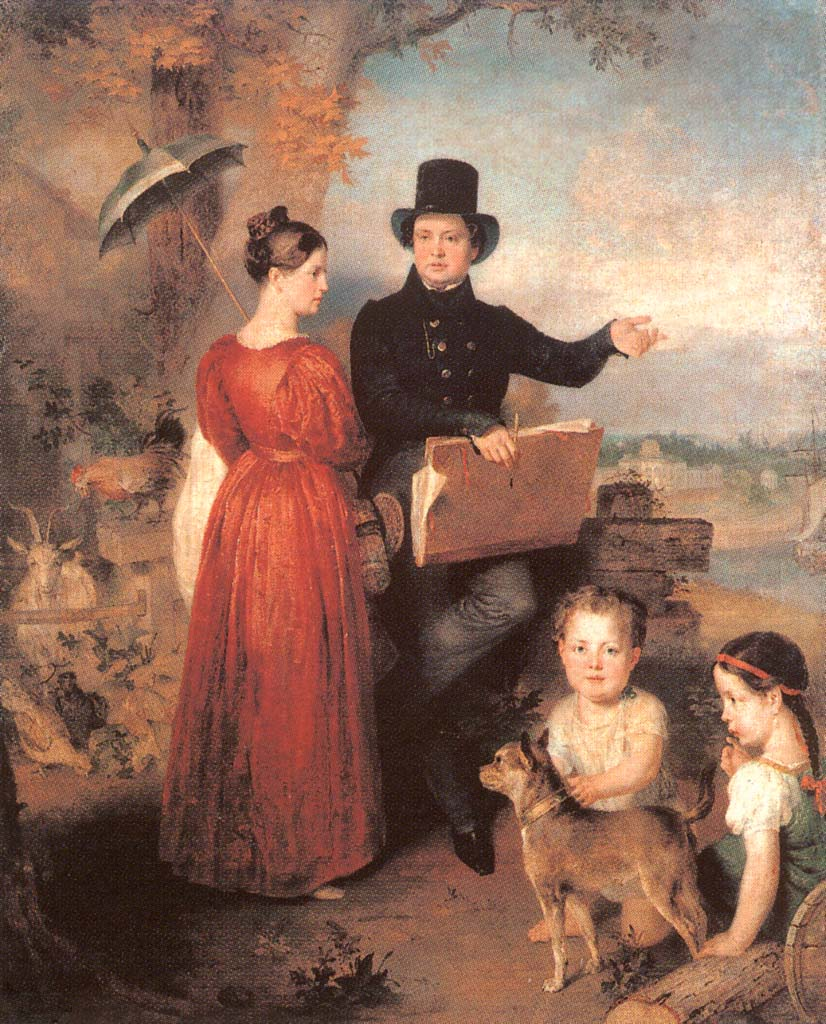
Selbstporträt mit Familie (1834)

Wilhelm August Golicke (russisch Вильгельм-Август Голике, auch Василий Александрович Голике) (* 11. Oktober 1790 in Reval; † 17. Juli 1848 in Sankt Petersburg) war ein deutschbaltischer Maler.

## Leben und Malerei
Wilhelm August Golicke (auch Golike), entstammte einer Handwerkerfamilie in Reval (heute Tallinn), der Hauptstadt des Gouvernements Estland. Er studierte Malerei im Petersburger Atelier des englischen Künstlers George Dawe (1781–1829).
Zwischen 1822 und 1828 fertigten Dawe sowie seine beiden Schüler Golicke und Alexander Poljakow (1801–1835) insgesamt 329 Porträts zaristischer Generäle, die sich im Krieg gegen Napoleon verdient gemacht hatten. Die Bilder sind in der Militärgalerie (Военная галерея) des Winterpalasts der Eremitage zu sehen. Golicke wurde während der Arbeiten einer der engsten Mitarbeiter Dawes, der ihm in seinem Testament eine Leibrente vermachte. 1828: Reise durch Deutschland nach Italien; 1837 Reise nach London wegen Erbschaftsfragen nach Dawes Tod.
oo St. Petersburg (Catharinenkirche?) 10. Mai 1836 Louise/Lovisa Lindgren, * 23. August 1794 Ekenäs/Finnland. + nach 1858.
Nach Dawes Tod 1829 studierte Golicke bis 1832 an der Kaiserlichen Kunstakademie der russischen Hauptstadt. 1832 erhielt er den Titel eines „Freien Künstlers“.
Sein eigenständiges Werk seit 1826 umfasst neben der Portraitkunst vor allem Genrebilder, Stillleben und Historienmalerei. Zahlreiche Arbeiten Golickes gehören heute der Tretjakow-Galerie in Moskau.